# Barrancabermeja
Barrancabermeja is een gemeente in het Colombiaanse departement Santander. De gemeente telt 187.311 inwoners (2005).
De Magdalena stroomt door Barrancabermeja. De gemeente heeft een olieraffinaderij. 
De spoorlijn tussen Santa Marta en Bogotá loopt door de gemeente. Er is ook een internationale luchthaven.
De plaats is de zetel van het rooms-katholieke bisdom Barrancabermeja.

## Geschiedenis
Voor de komst van de Spanjaarden stond hier al een indianendorp met paalwoningen aan de rivier. Conquistador Gonzalo Jiménez de Quezada kwam hier in 1536 en noemde het dorp La Tora. Later noemden de Spanjaarden de plaats Barrancas-Bermejas, naar de roodachtige kliffen aan de oever van de Magdalena. Barrancabermeja werd een marktplaats voor runderen die op ranches in de omgeving werden gefokt. In 1921 werd er een concessie voor de ontginning van aardolie verleend. Dit zorgde voor een sterke groei van de gemeente. Er kwam een treinstation en wegen werden aangelegd. Later kwam er een olieraffinaderij.
- Bibliothèque nationale de France: cb13755724z (data)
- Gemeinsame Normdatei: 7530015-1
- Library of Congress Control Number: n85275690
- Nationale Bibliotheek van Israël: 987007564712805171
- Système universitaire de documentation: 120648148
- Virtual International Authority File: 159519267
- WorldCat: E39PBJyxpkHKYVKw94qJwpGrbd

Aguada · Albania · Aratoca · Barbosa · Barichara · Barrancabermeja · Betulia · Bolívar · Bucaramanga · Cabrera · California · Capitanejo · Carcasí · Cepitá · Cerrito · Charalá · Charta · Chima · Chipatá · Cimitarra · Concepción · Confines · Contratación · Coromoro · Curití ·  El Carmen de Chucurí · El Guacamayo · El Peñón · El Playón · Encino · Enciso · Florián · Floridablanca · Galán · Gámbita · Girón · Guaca · Guadalupe · Guapotá · Guavatá · Güepsa · Hato · Jesús María · Jordán · La Belleza · Landázuri · La Paz · Lebrija · Los Santos · Macaravita · Málaga · Matanza · Mogotes · Molagavita · Ocamonte · Oiba · Onzaga · Palmar · Palmas del Socorro · Páramo · Piedecuesta · Pinchote · Puente Nacional · Puerto Parra · Puerto Wilches · Rionegro · Sabana de Torres · San Andrés · San Benito · San Gil · San Joaquín · Suaita · San José de Miranda · San Miguel · San Vicente de Chucurí · Santa Bárbara · Santa Helena del Opón · Simacota · Socorro · Sucre · Suratá · Tona · Valle de San José · Vélez · Vetas · Villanueva · Zapatoca